# Ideas (quincenario anarquista)
Ideas fue un periódico anarquista publicado en la localidad de La Plata (Provincia de Buenos Aires, Argentina) que se publicó entre los años 1917 y 1928.

## Características
El periódico Ideas era publicado cada quince días por la agrupación del mismo nombre en la ciudad de La Plata. Se caracterizó por tener artículos que raramente eran informativos, sino que principalmente respondían a temáticas de análisis e interpelación reflexiva desde el campo del anarquismo. 
Se publicada en formato de hoja sábana, y no era muy extenso, ya que contaba con entre dos y tres hojas en doble faz. Tenía una estructura compuesta por notas en las primeras páginas. Estas no solían estar firmadas, y en algunos casos también publicaban notas escritas por presos políticos, o copiaban algunas publicadas por otros periódicos anarquistas del país y del exterior. En la contratapa contaba con información sobre funciones teatrales, bibliotecas populares, expresiones artísticas (como lectura de poesía, charlas, etc.), organización de pic-nics o fiestas populares. En la última página tenía una sección "Administrativas", donde se detallaba lista de los adherentes y suscriptores al quincenario, así como referencias al uso del dinero por parte del periódico; así como una sección de correo de los lectores. No contaba con avisos comerciales.

## Importancia dentro del anarquismo argentino
Este periódico anarquista fue uno de los más importantes de la Provincia de Buenos Aires y se caracterizó por la intensa relación con otros de la ciudad de Buenos Aires, el interior del país, así como del extranjero, en especial con personalidades de Chile, Brasil y México. Entre sus principales redactores y referentes se puede mencionar a Fernando del Intento, Jacobo Prince, José María Lunazzi, Jacobo Maguid, José Grunfeld, Enrique Balbuena, Segundo del Río y Rafael Grinfeld. Quienes participaban del periódico Ideas formaban parte de La Agrupación Ideas de la Plata, la cual funcionaba como centro cultural, biblioteca e imprenta. Este grupo tuvo una importante actuación en la década de 1920 pero principalmente en la década de 1930. A su vez, tenían estrechos vínculos con algunos miembros con la Universidad de La Plata y el movimiento reformista.
Durante la década de 1920 y en el marco de las crecientes diferencias entre los anarquistas en torno a los dos grupos predominantes aglutinados en La Protesta y La Antorcha, Ideas se mantuvo junto con esta última línea de pensamiento y acción, denominada comúnmente como antorchista y liderada por Rodolfo González Pacheco.
En 1925, los periódicos La Antorcha e Ideas lograron comprar una imprenta propia, lo que no dejó de generar fisuras dentro del grupo platense, dado que algunos, como Fernando del Intento (reconocido militante, fundador y redactor principal de Ideas) sostuvieron que la propiedad de la imprenta llevaría a acciones autoritarias con el objetivo de mantener la exclusividad de la imprenta e impedir la competencia de otros emprendimientos. Sin embargo, quienes defendían la compra de la imprenta propia podría ser una ayuda de gran importancia para la difusión del movimiento anarquista.